# Ritter Hoch 3
Ritter Hoch 3 (Originaltitel: Mon chevalier et moi) ist eine französische Fantasy-Animationsserie, die 2016 produziert wurde.

## Handlung
Der Knappe Jimmy träumt davon  eines Tages, genau wie sein Vater Henri, Ritter zu werden. Gemeinsam mit seiner besten Freundin Kat erleben die drei viele Abenteuer und schützen das Königreich vor Bedrohungen.

## Produktion und Veröffentlichung
Die Serie wurde 2016 in Frankreich produziert. Regie führt Joeri Christiaen und das Drehbuch schreiben Joeri Christiaen, Cédric Bacconnier und Hugh Webber. Die Musik ist von Jan Duthoy und Frederik Segers. Jede Folge ist eine Doppelfolge mit zwei einzelnen Geschichten. Die Erstausstrahlung erfolgte in Belgien ab dem 28. August 2016, in Frankreich wurde die Serie im November 2016 ausgestrahlt.
Die deutsche Erstausstrahlung erfolgte am 7. Oktober 2016 auf Super RTL. In den USA wurde die Serie erstmals am 2. Januar 2017 auf dem Fernsehsender Cartoon Network ausgestrahlt. Weitere Ausstrahlungen erfolgten ebenfalls auf Toggo plus und Boomerang. Die Serie wird auch als Video-on-Demand auf Kividoo und Sky GO angeboten.

## Episodenliste
| Folgen-Nr. | Part | deutscher Titel                | französischer Titel                  | deutsche Erstausstrahlung |
| 1          | a    | Rettung nach Plan              | Comment sauver une princesse ?       | 07. Oktober 2016          |
| 1          | b    | Cat und der Schwan             | La princesse et le cygne             | 07. Oktober 2016          |
| 2          | a    | Hexenfänger                    | Chasseurs de sorcières               | 08. Oktober 2016          |
| 2          | b    | Böse, Böse Mandoline           | Maléfique mandoline                  | 08. Oktober 2016          |
| 3          | a    | Ein legendärer Tanzkurs        | Une chorée épique                    | 14. Oktober 2016          |
| 3          | b    | Fauler Zauber                  | Fashion victimes                     | 14. Oktober 2016          |
| 4          | a    | Ein riesiges Duell             | L’attaque de l’écuyer de 15m de haut | 15. Oktober 2016          |
| 4          | b    | Der Helm des Bösen             | Le heaume d’épique                   | 15. Oktober 2016          |
| 5          | a    | Die Herausforderung            | Le challenge                         | 21. Oktober 2016          |
| 5          | b    | Die Leibgarde der Königin      | Garde royale                         | 21. Oktober 2016          |
| 6          | a    | Die Geheimwaffen               | Le chevalier de la route             | 22. Oktober 2016          |
| 6          | b    | Viele kleine Heldentaten       | Trafic épique                        | 22. Oktober 2016          |
| 7          | a    | Die Stinkesumpfhexe            | La sorcière des marais puants        | 29. Oktober 2016          |
| 7          | b    | Das Erntedankfest              | Le festival de la moisson            | 29. Oktober 2016          |
| 8          | a    | Das Schloss des Sammelkönigs   | Trésor à saisir                      | 04. November 2016         |
| 8          | b    | Ein ungebetener Gast           | Devine qui vient dîner ?             | 04. November 2016         |
| 9          | a    | Furchtloser Kunibert           | Colbert sans peur                    | 05. November 2016         |
| 9          | b    | Wie die Katze im Sack          | Une cat dans le sac                  | 05. November 2016         |
| 10         | a    | Legendia sucht das Supertalent | À la recherche de la star épique     | 11. November 2016         |
| 10         | b    | Baran der Gute                 | Brave Jack                           | 11. November 2016         |
| 11         | a    | Eine königliche Entführung     | Henri le félon                       | 12. November 2016         |
| 11         | b    | Klein, aber legendär!          | Jimmy, on a rétréci ma mère          | 12. November 2016         |
| 12         | a    | Ein steinhartes Interview      | Scoop toujours                       | 18. November 2016         |
| 12         | b    | Der Drachenreiter              | Le chevaucheur du dragon             | 18. November 2016         |
| 13         | a    | Die Waffenruhe                 | La trêve                             | 28. Dezember 2016         |
| 13         | b    | Der böse Bruder                | Les sorciers                         | 28. Dezember 2016         |
| 14         | a    | Eltern-Kind-Tag                | Journée en famille                   | 04. Februar 2017          |
| 14         | b    | Der Glückszahn                 | La dent du bonheur                   | 05. Februar 2017          |
| 15         | a    | Ein Team für Legendia          | Retour à l’école                     | 06. Februar 2017          |
| 15         | b    | Wer ist hier der Boss?         | Méchants associés                    | 07. Februar 2017          |
| 16         | a    | Pa hoch 3                      | Mon père et moi                      | 08. Februar 2017          |
| 16         | b    | Das Video                      | Bagarre, mensonge et vidéo           | 09. Februar 2017          |
| 17         | a    | Knappe Jimmy von Orange        | Clones en série                      | 10. Februar 2017          |
| 17         | b    | Nicht so schnell               | Pas si vite                          | 11. Februar 2017          |
| 18         | a    | Prinzessin Jimmy               | Princesse mode d’emploi              | 12. Februar 2017          |
| 18         | b    | Kurt, der glänzende Knappe     | Benoît, un écuyer brillant           | 13. Februar 2017          |
| 19         | a    | Der alte Ritter von Rot        | Papy rouge                           | 14. Februar 2017          |
| 19         | b    | Groß und stark                 | Jimmy la gonflette                   | 15. Februar 2017          |
| 20         | a    | Bitte nicht stören!            | Le dragon au bois dormant            | 16. Februar 2017          |
| 20         | b    | Der Schwan kehrt zurück        | Le retour du cygne                   | 17. Februar 2017          |
| 21         | a    | Das Leck                       | De la fuite dans les idées           | 20. Februar 2017          |
| 21         | b    | Der Super-Knappe               | L’écuyer masqué                      | 21. Februar 2017          |
| 22         | a    | Angry Henri                    | La fureur du chevalier               | 22. Februar 2017          |
| 22         | b    | Jimmy, der Unsichtbare         | Voir ou être vu                      | 23. Februar 2017          |
| 23         | a    | Rockstar Henri                 | Plus fort que le rock                | 24. Februar 2017          |
| 23         | b    | Operation Apfelstrudel         | Opération tarte aux pommes           | 27. Februar 2017          |
| 24         | a    | Die neue Lehrerin              | Rébellion chez les princesses        | 28. Februar 2017          |
| 24         | b    | Alles Käse                     | La gloire du le fromage              | 01. März 2017             |
| 25         | a    | Im Dienste Ihrer Majestät      | Au service de Sa Majesté             | 02. März 2017             |
| 25         | b    | Einladung zum Tee              | Tu veux la paix ? Prépare la guerre  | 03. März 2017             |
| 26         | a    | Der größte Fan des Schwans     | La plus grande fan du cygne          | 06. März 2017             |
| 26         | b    | Legendias Albtraum             | Un rêve épique                       | 07. März 2017             |